# 에디 콘스탄틴
에디 콘스턴틴(Eddie Constantine, 1917년 10월 29일 ~ 1993년 2월 25일)는 미국의 배우, 영화배우, 가수이다.

## 영화
- 신독일 영년 (1991년)
- 유로파 (1991년)
- 프레클드 맥스 앤드 더 스푹스 (1987년)
- 프릭 올란도 (1981년)
- 롱 굿 프라이데이 (1980년)
- 제3세대 (1979년)
- 악마의 자식들 (1978년)
- 엔터베 특공 작전 (1977년)
- 선 위의 세상 (1973년)
- 알파빌 (1965년) - 레미 코숑 역
- 7대 죄악 (1962년) - 본인 역
- 5시부터 7시까지 클레오 (1962년)
- 꼬망 뀔레! (1960년)
- 야성녀 아이비 (1953년)
- 본 투 댄스 (1936년)